# Stor-Norsjön
Stor-Norsjön är en sjö i Sollefteå kommun i Ångermanland och ingår i Ångermanälvens huvudavrinningsområde. Sjön är 17 meter djup, har en yta på 1,87 kvadratkilometer och befinner sig 191,1 meter över havet. Sjön avvattnas av vattendraget Högforsån (Norsjöån).

## Delavrinningsområde
Stor-Norsjön ingår i det delavrinningsområde (701779-160199) som SMHI kallar för Utloppet av Stor-Norsjön. Medelhöjden är 227 meter över havet och ytan är 10,53 kvadratkilometer. Räknas de 7 avrinningsområdena uppströms in blir den ackumulerade arean 57,74 kvadratkilometer. Högforsån (Norsjöån) som avvattnar avrinningsområdet har biflödesordning 2, vilket innebär att vattnet flödar genom totalt 2 vattendrag innan det når havet efter 31 kilometer. Avrinningsområdet består mestadels av skog (73 procent). Avrinningsområdet har 1,87 kvadratkilometer vattenytor vilket ger det en sjöprocent på 17,8 procent.